# アルド・ラミーレス
アルド・レアオ・ラミレス・シエラ（Aldo Leao Ramírez Sierra, 1981年4月18日 - ）は、コロンビア・サンタ・マルタ出身のサッカー選手。アトレティコ・ナシオナル所属。ポジションはミッドフィールダー。

## 経歴
アトレティコ・ナシオナルの下部組織出身だが、2000年にインデペンディエンテ・サンタフェからデビューした。2002年にコロンビア代表デビューし、2005年にアメリカ・ニュージャージー州イーストラザフォードで行なわれたイングランドとの親善試合 (2-3) で初得点を挙げた。2005年から2007年にはユース時代の古巣アトレティコ・ナシオナルでプレーし、アペルトゥーラ2007とクラウスーラ2007で2連覇を飾った。2008年、メキシコ・リーガMXのモナルカス・モレリアに移籍した。2010年にはスーパーリーガで優勝し、2013年にはコパ・メヒコで優勝した。
2016年はアトラスFCからクルス・アスルにローンで加入することが決定した。

## タイトル
アトレティコ・ナシオナル
- カテゴリア・プリメーラA (1) : アペルトゥーラ2007, クラウスーラ2007

モナルカス・モレリア
- スーパーリーガ (1) : 2010
- コパ・メヒコ (1) : アペルトゥーラ2013